# 石越 (前趙)
石 越（せき えつ、? - 318年）は、五胡十六国時代の漢（後の前趙）の軍人。漢の大将軍石勒に仕えてその勢力拡大に貢献したが、流矢によって不運な最期を遂げた。

## 生涯
漢の驃騎大将軍石勒に仕えていた。
316年7月、河東郡・平陽郡に蝗が大発生した。それにより、民衆の半数近くが流民となった。石勒は石越に2万騎を率いて并州に屯し、流民らを招かせた。これを受けた流民は20万戸にのぼった。
318年5月、段匹磾は数千の兵を率いて、東晋の楽陵郡太守邵続のもとへ向かった。石越は寒山で段匹磾を破った。段匹磾は薊へ敗走したが、石越は流矢に当たって死亡した。
死後、平南将軍を追贈された。
石越の死を聞き、石勒は3か月の間、音楽を遠ざけてその死を悼んだ。